# Чиказький відкритий кінофестиваль
Чиказький відкритий кінофестиваль (англ. Chicago Outdoor Film Festival) — кінофестиваль, що існував з 1999 по 2009 р. і демонстрував класичні американські фільми в Ґрант-Парку міста Чикаго протягом 10 років.
Улітку протягом семи послідовних вечорів люди збиралися навколо гігантського екрана й насолоджувалися переглядом класичних американських кінострічок.
Показ фільмів розпочинався при заході сонця і тривав усю ніч. Вхід для всіх охочих був вільний.
У 2010 році фестиваль не відбувся через проблеми з бюджетом.